# Wiraphat Chainikhom
Wiraphat Chainikhom (thailändisch วีรภัทร ชัยนิคม; * 11. Dezember 2003), auch als Max bekannt, ist ein thailändischer Fußballspieler.

## Karriere
Wiraphat Chainikhom erlernte das Fußballspielen in den Jugendmannschaften vom Nongbua Pitchaya FC und dem Udon United FC. Die Saison 2023 und 2024 spielte er beim Viertligisten Udon Banjan United FC. Mit dem Verein spielte er insgesamt siebenmal in der North/Eastern Region der Liga. Im Sommer 2024 wechselte er zum Zweitligisten Lampang FC. Sein Zweitligadebüt für den Verein aus Lampang gab Wiraphat Chainikhom am 2. März 2024 (27. Spieltag) im Heimspiel gegen den Police Tero FC. Bei dem 3:1-Heimsieg wurde er nach der Halbzeitpause für Chayanan Khamphala eingewechselt.